# Gilbert Kadji
Gilbert Kadji, né en 1958, est un homme d'affaires et dirigeant de football camerounais.

## Biographie
Gilbert Kadji est le fils de Joseph Kadji Defosso, fondateur et président de Kadji Group, dont dépend notamment l'Union Camerounaise des Brasseries. 

## Parcours
Il fonde avec son père le centre de formation de football Kadji Sport Academies. 

### En Europe
Désireux de placer ses joueurs en Europe, il devient en 1997 le président du FC Rouen, club du Championnat de France amateur rebaptisé Olympique de Grand Rouen à la suite d'un dépôt de bilan, puis en 1999 du FC Sion, en Suisse, qui se trouve au bord de la faillite. 
Alors qu'on lui reproche son absentéisme à Rouen, il est invité à revendre le club à des investisseurs locaux en 2000. Après un premier aller-retour en LNB (la deuxième division suisse), Kadji quitte la présidence du FC Sion en 2001 sur une nouvelle relégation, administrative cette fois, et revend le club à Christian Constantin. 

### Articles liés
- Pascal Monkam